# Team Liquid
Team Liquid (TL) est une équipe néerlandaise d'esport fondé à la fin de l'année 2000. Créé à l'origine en tant que clan amateur européen sur StarCraft: Brood War par Victor "Nazgul" Goossens, l'équipe se fait connaître via son site internet et son forum dédié à StarCraft, organisant des tournois et fédérant sur son site une communauté autour du jeu. Team Liquid devient une équipe professionnelle le 27 juillet 2010 et commence à étendre ses activités à d'autres jeux à partir de 2012, année de leur entrée sur Dota 2. Team Liquid est aujourd'hui une des équipes les plus importantes de la scène esport, ayant aligné des équipes sur plus de 25 jeux vidéos et 3 continents à travers son histoire. En plus de ses sections historiques sur StarCraft et Dota 2, toujours actives aujourd'hui, les sections notables du club comprennent Counter-Strike 2, League of Legends, Super Smash Bros., Valorant, Rainbow Six Siege, Mobile Legends: Bang Bang et Overwatch 2. Team Liquid sponsorise également des joueurs d'échecs.
En plus de sa présence physique aux Pays-Bas, le club possède également des bureaux à Los Angeles aux États-Unis et à São Paulo au Brésil. Team Liquid possède également des équipes dans plusieurs pays asiatiques.

## Structure actionnariale
aXiomatic est une entreprise de gestion dans les domaines du divertissement et du sport. Parmi ses investisseurs figurent Peter Guber, Tony Robbins, Magic Johnson, Ted Leonsis, Steve Case et Eric Lefkofsky. Le directeur général est Bruce Stein, ancien PDG et directeur opérationnel de Mattel Toys, Sony Interactive Entertainment et Kenner Products (Hasbro). Le 27 septembre 2016, aXiomatic a annoncé l'acquisition d'une participation majoritaire dans l'organisation d'esport Team Liquid,,.
Parmi les autres investisseurs se trouvent des dirigeants des Los Angeles Dodgers (Lon Rosen et Tucker Kain), des cadres des Golden State Warriors (Rick Welts et Kirk Lacob), les propriétaires des Washington Nationals (Lerner Enterprises), le président des opérations commerciales des Chicago Cubs (Crane Kenney), Donn Davis (cofondateur de Revolution et associé directeur de Revolution Growth), Zach Leonsis (vice-président et directeur général de Monumental Sports Network), Mark Ein (fondateur et propriétaire des Washington Kastles et des Washington Justice), ainsi que l'ancien joueur de NFL Dhani Jones.
Il a été annoncé que Victor Goossens et Steve Arhancet continueraient à occuper leurs rôles de co-PDG de Team Liquid après l'acquisition.
En décembre 2021, cinq membres de Team Liquid sont devenus copropriétaires : la joueuse de basket Aerial Powers, le joueur amateur de Super Smash Bros. (et acteur) Asa « Stimpy » Butterfield, le joueur de Counter-Strike: Global Offensive Jonathan «EliGE» Jablonowski, le joueur de Super Smash Bros. Juan «Hungrybox» DeBiedma, et le streamer et compétiteur de poker Lex Veldhuis.
En janvier 2022, Team Liquid a intégré la guilde World of Warcraft Limit, faisant de son chef de guilde et capitaine d'équipe, Max «Maximum» Smith, un copropriétaire.
En mai 2024, il a été révélé que Team Liquid faisait partie du Club Support Program de l'Esports World Cup Foundation, financé par le Fonds d'investissement public saoudien. Plus tard dans le même mois, Team Liquid a recruté deux équipes de Mobile Legends: Bang Bang (AURA Esports et ECHO, renommées Liquid AURA et Liquid ECHO, puis Team Liquid Indonesia et Team Liquid Philippines respectivement), après l'acquisition de STUN.GG, propriétaire des deux formations.

## Histoire
Vers la fin de l'année 2000, Victor "Nazgul" Goossens accompagné de trois autres joueurs néerlandais fonde la Team Liquid, un clan amateur de StarCraft: Brood War. Mais l'histoire de Team Liquid commence véritablement avec la création de son site Internet le 1er mai 2001 sous le nom de domaine teamliquid.cjb.net, qui deviendra teamliquid.net puis TL.net,. À l'origine, c'est une communauté de joueurs autour de Starcraft mais le site contient d'autres sections et le forum est ouvert à d'autres jeux. C'est dans cette optique qu'en décembre 2012 est créée l'équipe de Dota 2.
En 2015, Team Liquid fusionne avec Team Curse, reprenant ainsi son équipe sur League of Legends et plusieurs joueurs Super Smash Bros. Melee, notamment Juan "Hungrybox" Debiedma. L'ancien président de Team Curse, Steve "LiQuid112" Arhancet devient alors cogérant de la structure avec Victor Goossens. Une semaine après, la Team Liquid annonce le lancement d'une équipe sur Counter-Strike: Global Offensive. L’organisation prend alors une autre dimension en septembre 2016, lorsqu'elle devient la propriété du groupe d'investissements américain aXiomatic.
En septembre 2020, Team Liquid ouvre un centre d'entraînement à Utrecht. Un mois plus tard, la structure recrute l'acteur britannique Asa Butterfield, connu pour son rôle dans la série Sex Education. En décembre 2021, il devient copropriétaire de la structure au même titre que quatre autres de ses membres, comprenant Hungrybox et Jonathan "EliGE" Jablonowski.

## Divisions actuelles

### League of Legends
L'équipe est née de la fusion entre la Team Liquid et la Team Curse.
Lors du Mid-Season Invitational 2019, Liquid parvient à atteindre la finale après avoir réalisé l'exploit d'éliminer l'équipe chinoise Invictus Gaming, championne du monde en titre, en demi-finale. Ils sont battus sèchement par les européens de G2 Esports au terme d'une finale occidentale inédite.
Le Spring Split 2020 des LCS est particulièrement mauvais pour Liquid, l'équipe termine la saison à l'avant-dernière place, alors qu'elle restait sur une série de quatre splits victorieux. À la suite de la compétition, Yiliang « Doublelift » Peng quitte la structure pour rejoindre TSM. Liquid se qualifie finalement pour les Worlds grâce à une troisième place lors du Summer Split. Aux championnats du monde, l'équipe se qualifie pour le tour principal, mais pas pour les quarts de finale. Après la compétition, Mads « Broxah » Brock-Pedersen et Jung « Impact » Eon-yeong sont remplacés respectivement par Lucas « Santorin » Tao Kilmer Larsen et Barney « Alphari » Morris.
| Nat. | Pseudo    | Nom                     | Rôle     | Date d'entrée    |
| ---- | --------- | ----------------------- | -------- | ---------------- |
|      | Bwipo     | Gabriël Rau             | Top      | 22 novembre 2021 |
|      | Santorin  | Lucas Tao Kilmer Larsen | Jungle   | 20 novembre 2020 |
|      | Bjergsen  | Søren Bjerg             | Mid      | 24 novembre 2021 |
|      | Hans Sama | Steven Liv              | AD Carry | 23 novembre 2021 |
|      | CoreJJ    | Jo Yong-in              | Support  | 20 novembre 2018 |

|  | Guilhoto | André Guilhoto | Entraineur | 19 novembre 2021 |

### Counter-Strike: Global Offensive
L'équipe voit le jour en janvier 2015 sous l'impulsion de Steve Perino, manageur général de la section League of Legends, en faisant signer les joueurs de Denial Esports. Pendant trois ans l'équipe ne parvient pas à se hisser au très haut niveau, enchainant les changements de joueurs. Ce n'est qu'en 2019 que les résultats arrivent en remportant plusieurs gros tournois : l'Intel Extreme Masters XIV - Chicago, l'ESL One: Cologne 2019 , la saison 9 de l'ESL Pro League, DreamHack Masters Dallas 2019  et l'Intel Extreme Masters XIV - Sydney.
Après plusieurs mois de résultats décevants, Nicholas « nitr0 » Cannella quitte l'équipe début août 2020. Il est remplacé par Michael « Grim » Wince. Eric « adreN » Hoag quitte également sa fonction d'entraîneur de l'équipe ; il cède sa place à Jason « moses » O'Toole, jusque-là commentateur. En décembre 2020, à la suite de la finale des IEM XV Global Challenge, perdue 0-3 face à Astralis, Twistzz annonce son départ de l'équipe. Il est remplacé par le sniper brésilien Gabriel « FalleN » Toledo.
| Nat. | Pseudo   | Nom               | Rôle                  | Date d'entrée   |
| ---- | -------- | ----------------- | --------------------- | --------------- |
|      | siuhy    | Kamil Szkaradek   | IGL (Période d'essai) | 4 Avril 2025    |
|      | NAF      | Keith Markovic    | Rifler                | 5 février 2018  |
|      | Ultimate | Roland Tomkowiak  | Sniper                | 12 Juillet 2024 |
|      | Twistzz  | Russel van Dunken | Rifler                | 7 Décembre 2023 |
|      | Nertz    | Guy Iluz          | Rifler                | 6 Janvier 2025  |
|      | jks      | Justin Savage     | Inactif               | 12 Juillet 2024 |

|  | DeMars DeRover | Jay Li | Entraineur | 28 Mars 2025 |

### Rocket League
Le 4 juillet 2020, Team Liquid fait son entrée sur la scène Rocket League en recrutant les joueurs qui portaient jusque-là les couleurs de Mousesports, cette organisation ayant décidé de quitter le jeu. Après un premier split décevant lors des RLCS X, la structure décide de se séparer de Francesco « kuxir97 » Cinquemani. Il est remplacé début novembre 2020 par Aldin « Ronaky » Hodzic. L'ancien champion du monde Remco « remkoe » den Boer rejoint également l'équipe en tant qu'entraîneur.
| \| Nat. \| Pseudo \| Nom \| Date d'entrée \| \| ---- \| ------- \| --------------- \| --------------- \| \| \| Oski \| Oskar Gozdowski \| 11 février 2022 \| \| \| AcroniK \| Bruno Lopes \| 8 octobre 2021 \| \| \| Atow. \| Tristan Soyez \| 11 février 2022 \| |         |                 |                 |
| Nat. | Pseudo  | Nom             | Date d'entrée   |
| | Oski    | Oskar Gozdowski | 11 février 2022 |
| | AcroniK | Bruno Lopes     | 8 octobre 2021  |
| | Atow.   | Tristan Soyez   | 11 février 2022 |

### Starcraft 2
Le 4 septembre 2016, le joueur Terran Marc « uThermal » Schlappi rejoint Team Liquid, un mois après sa victoire lors de l'IEM Shanghai.
Le 21 février 2020 marque l'arrivée au sein de la structure de Clément « Clem » Desplanches et de Kevin « Harstem » de Koning. Dario « TLO » Wünsch devient également à cette occasion l'entraîneur de l'équipe, tout en restant un  joueur actif,.
Le 13 septembre 2020, Clem atteint sa première finale majeure lors de la DreamHack Automne. Il s'incline face à Ricardo « Reynor » Romiti sur le score de 4 à 3. Une semaine plus tard, au cours de la version internationale de l'événement, il atteint la demi-finale après avoir battu Joona « Serral » Sotala en quart. Il perd une nouvelle fois face à Reynor. Le 14 septembre, TLO annonce son départ de la structure et de la scène Starcraft 2. Un mois plus tard, le joueur terran brésilien Diego « Kelazhur » Schwimer fait son arrivée dans l'équipe.
Le 8 novembre 2020, Clem remporte son premier titre majeur à l'occasion de la DreamHack Winter Europe, en battant successivement Gabriel « HeRoMaRinE » Segat, Serral et Reynor.
| \| Nat. \| Pseudo \| Nom \| Race \| Date d'entrée \| \| ---- \| ------------ \| ------------------- \| ------- \| --------------- \| \| \| Clem \| Clément Desplanches \| Terran \| 21 février 2020 \| \| \| MaNa \| Grzegorz Komincz \| Protoss \| 21 février 2014 \| \| \| Elazer \| Mikołaj Ogonowski \| Zerg \| 13 mai 2022 \| \| \| SKillous[49] \| Nikita Gurevich \| Protoss \| 6 janvier 2023 \| \| \| Cure[50] \| Kim Doh-wook \| Terran \| 21 octobre 2023 \| |          |                     |         |                 |
| Nat. | Pseudo   | Nom                 | Race    | Date d'entrée   |
| | Clem     | Clément Desplanches | Terran  | 21 février 2020 |
| | MaNa     | Grzegorz Komincz    | Protoss | 21 février 2014 |
| | Elazer   | Mikołaj Ogonowski   | Zerg    | 13 mai 2022     |
| | SKillous | Nikita Gurevich     | Protoss | 6 janvier 2023  |
| | Cure     | Kim Doh-wook        | Terran  | 21 octobre 2023 |

### Dota 2
En 2017, Team Liquid remporte The International. Les joueurs champions du monde quittent Liquid en septembre 2019, dans le but de créer leur propre structure. Team Liquid fait l'acquisition de l'équipe Alliance le mois suivant. L'équipe ne parvient pas à se qualifier pour TI en 2021 en raison, notamment, d'une défaite face à Team Nigma, l'équipe créée par les anciens joueurs de Liquid. Des changements sont apportés à l'équipe en novembre 2021 avec les arrivées de Lasse « MATUMBAMAN » Urpalainen et Ludwig « zai » Wåhlberg.
| Nat. | Pseudo     | Nom              | Rôle | Date d'entrée    |
| ---- | ---------- | ---------------- | ---- | ---------------- |
|      | MATUMBAMAN | Lasse Urpalainen | 1    | 17 novembre 2021 |
|      | miCKe      | Michael Vu       | 2    | 2 octobre 2019   |
|      | zai        | Ludwig Wåhlberg  | 3    | 3 novembre 2021  |
|      | Boxi       | Samuel Svahn     | 4    | 2 octobre 2019   |
|      | iNSaNiA    | Aydin Sarkohi    | 5    | 2 octobre 2019   |

|  | Blitz | William Lee | Entraineur | 12 octobre 2019 |

### Super Smash Bros.
En mars 2014, Team Liquid recrute deux joueurs de Super Smash Bros. Melee, Ken « Ken » Hoang et Daniel « KoreanDJ » Jung.
Le 6 janvier 2015, à l'occasion de la fusion entre Team Liquid et la Team Curse, les arrivées de Kashan « Chillin » Khan et Juan « Hungrybox » Debiedma sont annoncées. Hungrybox est considéré comme l'un des « Cinq Dieux » de Super Smash Bros. Melee.
Le 12 août 2015, Team Liquid annonce l'arrivée au sein de la structure de Nairoby « Nairo » Quezada, joueur de Super Smash Bros. Brawl et Super Smash Bros. for Wii U. Quelques mois plus tard, il bat Gonzalo « ZeRo » Barrios en finale des MLG World Finals, alors que ce dernier restait sur une série de 53 tournois remportés. Nairo quitte Team Liquid le 16 août 2016. Il rejoindra par la suite NRG Esports.
| \| Nat. \| Pseudo \| Nom \| Jeu \| Date d'entrée \| \| ---- \| ----------- \| ------------------- \| -------- \| ------------------ \| \| \| Ken \| Ken Hoang \| Melee \| 18 mars 2014 \| \| \| Hungrybox \| Juan Debiedma \| Melee \| 6 janvier 2015 \| \| \| Chillindude \| Kashan Khan \| Melee \| 6 janvier 2015 \| \| \| Crunch \| Luis Rosias \| Melee \| 9 juillet 2016 \| \| \| ChuDat \| Daniel Rodriguez \| Melee \| 14 juin 2017 \| \| \| Dabuz \| Samuel Robert Buzby \| Ultimate \| 7 mars 2019 \| \| \| Atelier \| Towa Kuriyama \| Ultimate \| 1er septembre 2021 \| \| \| Riddles \| Michael Kim \| Ultimate \| 25 mai 2022 \| |             |                     |          |                    |
| Nat. | Pseudo      | Nom                 | Jeu      | Date d'entrée      |
| | Ken         | Ken Hoang           | Melee    | 18 mars 2014       |
| | Hungrybox   | Juan Debiedma       | Melee    | 6 janvier 2015     |
| | Chillindude | Kashan Khan         | Melee    | 6 janvier 2015     |
| | Crunch      | Luis Rosias         | Melee    | 9 juillet 2016     |
| | ChuDat      | Daniel Rodriguez    | Melee    | 14 juin 2017       |
| | Dabuz       | Samuel Robert Buzby | Ultimate | 7 mars 2019        |
| | Atelier     | Towa Kuriyama       | Ultimate | 1er septembre 2021 |
| | Riddles     | Michael Kim         | Ultimate | 25 mai 2022        |

## Palmarès
| League of Legends | Counter-Strike: Global Offensive |
| --- | --- |
| - LCS NA - 2018 Spring - 2018 Summer - 2019 Spring - 2019 Summer - Championnat du monde - 9-12e en 2018 et 2019 - Mid-Season Invitational - Finaliste en 2019                                                          | - Major Championship - Finaliste - ESL One Cologne 2016 - Premier Tournaments : - Vainqueur - Intel Extreme Masters XIV - Chicago - ESL One: Cologne 2019 - ESL Pro League Season 9 - Finals - DreamHack Masters Dallas 2019 - Intel Extreme Masters XIV - Sydney |
| Dota 2 | StarCraft 2 |
| - The International : - Vainqueur en 2017 - Finaliste en 2019 - EPICENTER : - Vainqueur en 2016 et 2017 - StarLadder i-League StarSeries Season 3 : - Vainqueur en 2017 - China Dota2 Supermajor : - Vainqueur en 2018 | - DreamHack Summer : - Vainqueur en 2011 (HuK), 2014 (TaeJa) - DreamHack Valencia : - Vainqueur en 2012 (TaeJa) - DreamHack Bucharest : - Vainqueur en 2013 (TaeJa) - DreamHack Winter : - Vainqueur en 2011 et 2012 (HerO), 2013 (TaeJa) - DreamHack Summer Europe : - Vainqueur en 2021 (Clem) - DreamHack Fall Europe : - Vainqueur en 2021 (Clem) - DreamHack Winter Europe : - Vainqueur en 2020 (Clem) - DreamHack Masters Valencia : Europe : - Vainqueur en 2022 (Clem) - DreamHack Masters Atlanta : Europe : - Vainqueur en 2022 (Clem) |
| | |